# RKO Pictures

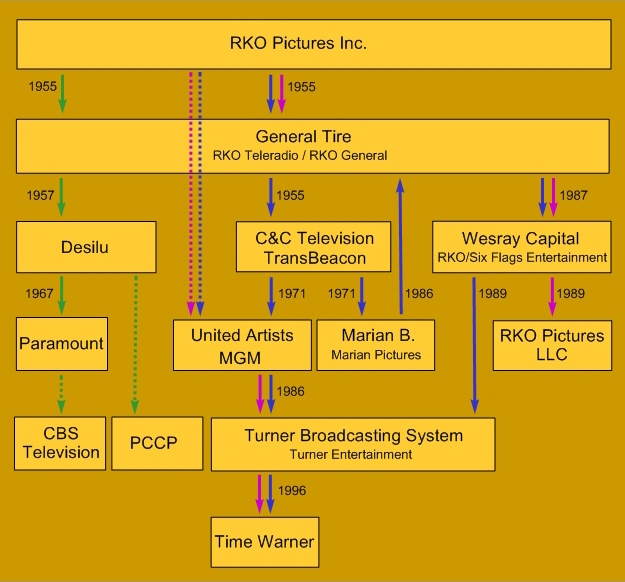
Компанії-правонаступники RKO

RKO (Radio-Keith-Orpheum) Pictures — остання з часу заснування і найменша за оборотами з п'яти студій класичного Голлівуду.
Компанія була організована в жовтні 1928 року шляхом злиття кіностудії Джозефа Кеннеді (Film Booking Offices of America, скорочено FBO) та мережі кінотеатрів Keith-Albee-Orpheum. Ініціатором злиття виступив Давид Сарнов, голова корпорації Radio Corporation of America, у розпорядженні якої був патент на звукове кіно. Сарнов планував використовувати студію для розробки цієї інноваційної технології.
Репутацію RKO як великого гравця на кіноринку затвердив мюзикл «Ріо Ріта» (1929) і пригодницький «Кінг-Конг» (1933), продюсером якого став молодий Сельцник. Протягом 1930-х і 1940-х рр. частка RKO на американському кіноринку коливалася в районі 9-10%.
Крім власного виробництва, заточеного на недорогих фільмах категорії B, студія займалася дистрибуцією фільмів незалежних кіновиробників. Саме через RKO виходили в національний прокат роботи Волта Діснея («Білосніжка», «Фантазія») та Френка Капри («Це дивовижне життя»).
Після придбання студії ексцентричним мільйонером Говардом Г'юзом в 1948 році підприємство перестало приносити дохід. Компанія припинила виробництво фільмів в 1957 році і фактично була ліквідована через 2 роки. У 1984-91 рр. Walt Disney Company під маркою RKO поширювала фільми виробництва власного підрозділу Touchstone Pictures.

## Фільми студії RKO
Під керівництвом Вела Ньютона знімалися недорогі атмосферні фільми жахів («Люди-кішки», «Я гуляла із зомбі») і фантастика («Монстр з іншого світу», «Убивці з космосу»). Джонні Вайсмюллер був зайнятий 6 фільмах RKO в ролі Тарзана. Публіка охоче дивилася мюзикли з Фредом Астером і Джинджер Роджерс. Студія регулярно співпрацювала з Говардом Гоуксом, Кері Ґрантом і Кетрін Гепберн. Однак найбільш видатний внесок RKO до скарбниці світового кіномистецтва став «Громадянин Кейн» Орсона Веллса і ранні фільми-нуар, включаючи перший зразок жанру «Незнайомець на третьому поверсі» і кілька найкращих фільмів Альфреда Гічкока.